# Gelliodes incrustans
Gelliodes incrustans är en svampdjursart som beskrevs av Arthur Dendy 1905. Gelliodes incrustans ingår i släktet Gelliodes och familjen Niphatidae. Inga underarter finns listade i Catalogue of Life.